# Сяошань
Сяоша́нь (кит. упр. 萧山, пиньинь Xiāoshān) — район городского подчинения города субпровинциального значения Ханчжоу провинции Чжэцзян (КНР).

## История
После того, как китайские земли в III веке до н. э. впервые в истории были объединены в единое государство — империю Цинь, эти земли вошли в состав округа Куайцзи (会稽郡). Во 2 году н. э., во времена империи Хань, здесь был создан уезд Юйцзи (余暨县). Сунь Цюань в 222 году переименовал Юйцзи в Юнсин (永兴县).
Во времена империи Суй уезд Юнсин был в 589 году присоединён к уезду Куайцзи (会稽县), но во времена империи Тан он был в 677 году воссоздан. В 742 году уезд Юнсин был переименован в Сяошань (萧山县) по названию расположенной на его территории горы.
После образования КНР уезд в 1949 году вошёл в состав Специального района Шаосин (绍兴专区). В 1952 году он перешёл под непосредственное подчинение властям провинции, а в 1957 году был включён в состав Специального района Нинбо (宁波专区). В 1959 году уезд Сяошань был передан под юрисдикцию властей Ханчжоу.
Постановлением Госсовета КНР от 27 ноября 1987 года, уезд Сяошань был с 1 января 1988 года преобразован в городской уезд (萧山市).
В 1996 году три посёлка из состава городского уезда Сяошань были переданы в состав района Сиху, где на их основе был создан отдельный район Биньцзян.
В 2002 году городской уезд Сяошань был преобразован в район городского подчинения (постановление Госсовета КНР вступило в силу 25 марта).

## Административное деление
Район делится на 11 уличных комитетов и 15 посёлков.

## Экономика
Является крупным центром пуховой промышленности. 